# Jason Capizzi
Jason Capizzi (født 19. juni 1983) er en professionel amerikansk fodbold-spiller fra USA, der spiller for det professionelle United Football League-hold Las Vegas Locomotives. Han spiller positionen offensive tackle. Han har tidligere spillet i NFL for Pittsburgh Steelers.